# Reducere (comerț)
Reducere, disconto și discount sunt termeni comerciali care se referă la coborâri de preț acordate clienților, fie pentru a-i stimula să cumpere mai mult, fie pentru a-i stimula să plătească mai repede, fie pentru a le crea posibilitatea să obțină un profit din distribuirea unei mărfi cu preț fixat.

## Clasificare
Reducerile de preț sunt de două feluri: de natură comercială și de natură financiară.

### Reduceri de natură comercială
Reducerea de natură comercială cuprinde reducerile comerciale, care se acordă în legătură cu o marfă facturată într-un anumit interval de timp. Scopul este comercial, prin stimularea vânzării respectivei mărfi în perioada convenită. Reducerile comerciale duc la reducerea veniturilor comerciale, respectiv la reducerea cifrei de afaceri. Reducerile comerciale sunt următoarele:
- Rabat, care se aplică la prețul de vânzare convenit anterior.

Rabatul se aplică în următoarele situații:
- calitate nesatisfăcătoare a mărfii;
- vânzări aniversare;
- vânzări promoționale;
- pentru a grăbi reducerea stocurilor vechi.

- Remiză, care se aplică la prețul curent de vânzare.

Remiza se aplică:
- pentru vânzări superioare volumului convenit;
- pentru poziția preferențială a cumpărătorului.

- Risturn

Risturnul se acordă la sfârșitul unei perioade, asupra ansamblului de operațiuni efectuate cu același client, pentru a recompensa fidelitatea acestuia.
De obicei, un risturn se acordă:
- în funcție de importanța clientului. 

De regulă, reducerile comerciale se acordă sub forma unui procent din prețul brut, dar se pot acorda și în sumă fixă.

### Reducerea de natură financiară
Reducerea de natură financiară, denumit scont de decontare, cuprinde reducerile financiare care se acordă cu un scop necomercial, de regulă pentru a stimula clientul să plătească mai devreme sau pentru a-l stimula să folosească o anume formă de plată. Reducerea de natură financiară nu este legată de un anumit produs, ci de o valoare și de o frecvență a plăților. Scontul de decontare se definește ca reducerea financiară acordată procentual asupra unei creanțe decontate înainte de scadența normală, adică o bonificație acordată clientului de către furnizor pentru plata cu anticipație a unei sume datorate de client. Scontul de decontare este o cheltuială financiară pentru furnizorul care îl acordă, respectiv un venit financiar pentru clientul care îl primește. 
- Scontul de decontare se acordă pentru achitarea datoriei înainte de scadență.

Aceste tipuri de reducere se aplică în cascadă, în următoarea ordine, rabat, remiză, scont. La finele perioadei se aplică risturn.

## Vezi și
- Servicii de comparare a prețurilor